# Fisciano
Fisciano – miejscowość i gmina we Włoszech, w regionie Kampania, w prowincji Salerno.
Według danych na rok 2004 gminę zamieszkiwało 12 267 osób, 395,7 os./km².